# Реторсия
Реторсия (в международном праве) — правомерные принудительные действия государства в ответ на недружественный акт другого государства.

## В России
Реторсия — ответное ограничение, устанавливаемое Правительством Российской Федерации в отношении имущественных и личных неимущественных прав граждан и юридических лиц тех государств, в которых имеются специальные ограничения имущественных и личных неимущественных прав российских граждан и юридических лиц.
Акт о реторсии принимается правительством РФ на определённый срок. Но также инициировать вопрос о применении реторсии может суд, если в процессе рассмотрения определённого дела выяснится о случаях дискриминации российских граждан. В то же время суд обязан, если принят акт о реторсии, отказывать в защите субъективных прав граждан в отношении которых принят данный акт.
Для того, чтобы принять акт о реторсии необходимо доказать факт причинения ущерба интересам государства в целом, а не конкретно взятым лицам. Применение реторсии возможно и на основании иного нормативно-правового акта — Федерального закона от 13 октября 1995 г. «О государственном регулировании внешнеторговой деятельности». Согласно данному закону применение реторсии возможно в случае: принятия иностранным государством в отношении Российской Федерации, субъектов РФ, муниципальных образований или российских лиц, мер, нарушающих их экономические интересы, или в случае нарушения установленных международным договором обязательств. Но, в этом случае, ответные меры могут быть приняты только в сфере внешнеторговой деятельности.
Реторсия (как и репрессалии)  является разновидностью политической ответственности в международном праве. Существенное различие между реторсией и репрессалиями лежит в том, что реторсия является ответными актами на правомерные акты другого субъекта международного права, в то время как репрессалии налагаются в ответ на неправомерные акты другого субъекта международного права. Пример реторсии: в случае объявления государством А дипломата государства Б persona non grata, государство Б может, согласно с принципом взаимности, объявить дипломата государства А persona non grata. Объявление persona non grata является недружественным, но правомерным актом. Пример репрессалии: в случае вторжения государством А в посольство государства Б, государство Б может выразить протест, вызвать посла государства А для объяснений, вручить ему ноту протеста. Дипломатические представительства обладают рядом иммунитетов, в частности неприкосновенностью здания представительства и прилегающей территории. Соответственно, нарушение принципа неприкосновенности является неправомерным актом.